# 山崎信盛
山崎 信盛（やまざき のぶもり）は、江戸時代中期の交代寄合表向御礼衆。備中国成羽領4代領主。

## 生涯
享保13年（1728年）7月8日、備中国成羽領3代領主山崎尭治の次男として成羽で生まれる。母は尭治の側室。正室は但馬国出石藩2代藩主仙石政房の娘・弁子。この婚姻関係により但馬国出石藩3代藩主仙石政辰、老中で遠江国浜松藩主の井上正経、越前国大野藩3代藩主土井利寛らは義兄弟の関係にある。尚、山崎家と仙石家は遠縁に当たる。信盛の岳父仙石政房の養母は豊後国岡藩主中川久恒の娘であるが、久恒の正室は備前岡山藩主池田光政の娘・左阿である。その左阿の弟備中国鴨方藩主池田政言の娘が、信盛の叔父に当たる岡山藩家老土倉一涂の正室となっている。池田家とは、山崎家盛・家治父子がそれぞれ池田家より正室を娶るなどもともと親戚筋に当たる。
延享2年（1745年）12月18日に父尭治が死去し、同年12月26日に成羽領5,000石の家督を相続した。続いて延享4年（1747年）6月13日、幕府の許可を得て成羽へのお国入りを果たす。しかし宝暦8年（1758年）9月30日、31歳の若さで江戸にて死去。家督は信盛の嫡母豊後国森藩4代藩主久留島通政の養女の従兄にあたる森藩5代藩主久留島光通の六男通有を末期養子として迎え家督を継がせることとなった。通有は家督相続に伴い備中国成羽領5代領主山崎義俊として成羽領5,000石の家督を継承した。
信盛の死去により、公式の記録では山崎氏の男系子孫は絶えることとなった。但し、成羽領2代領主山崎義方の娘と、讃岐国多度津藩初代藩主京極高通の間に多度津藩2代藩主京極高慶が生まれたことにより、多度津藩京極家は山崎氏の女系子孫として存続した。多度津藩京極家とは、幕末に讃岐多度津藩6代藩主京極高典に当初男子が生まれないことから、備中国成羽藩初代藩主山崎治正の六男京極寿吉を養子に出すなどの縁があった。尚、子孫に関しては、讃岐国丸亀藩3代藩主山崎治頼の死去で宗家が無嗣断絶となった際に、山崎家治の三男山崎弘家の子孫が旧領の肥後国天草郡御領村に帰農し銀主となったという説、一族がそのまま讃岐国内に土着したという説などが残っている。また、山崎氏の一族で豊臣秀吉の馬廻を勤めた山崎定勝の子孫が残っている説など、諸説言い伝えがあるものの、いずれも確たる記録は残っていない。

## 系譜
- 父：山崎尭治
- 母：側室
- 正室：但馬国出石藩2代藩主仙石政房の娘・弁子
- 養子
  - 男子：山崎義俊（1740-1801） －豊後国森藩5代藩主久留島光通の六男